# Антисемитизъм
Антисемитизмът е враждебност или предубеждение спрямо евреите, което граничи от индивидуална омраза до институционално насилствено гонение. Ясно формулираната идеология на нацизма е най-крайният исторически пример за явлението.

## Терминологично понятие
Терминът антисемитизъм е „изобретение“ на немския журналист Вилхелм Мар от 1879 година. С него той обозначава т.нар. „неизповедна омраза“ към евреите и юдаизма, а в по-широк смисъл към „потенциалния предател“ или онзи, който поставя под въпрос националния ред и отваря границите за чужди влияния.
През 1879 година в Германската империя лутеранският капелан на императорския двор Адолф Щьокер и философът Карл Дюринг учредяват Антисемитска лига. Тя заклеймява еманципацията на евреите, която според нея създава възможност за борсови спекулации и подлага на критика т.нар. подвижен капитал с неговите международни и безродни разклонения.
Терминът е употребен в контекста на широко въведения в оборот отпреди век по това време израз „еврейски въпрос“, който произлиза от дебатите в английския парламент от 1753 година за гражданските права на евреите в Англия. По времето на Третия Райх е въведен и последващият термин окончателно решение на еврейския въпрос, официализиран от Ванзейската конференция.
Самият термин и неговата широка употреба от различни автори в несходни контексти често се подлага на критика. Съществуват различни алтернативни възгледи за неточната му и некоректна (включително спекулативна) употреба, най-популярният от които е изразен от еврейския автор Артур Кьостлер след края на Втората световна война по повод установеното от еврейския историк Абрахам Поляк през 1944 година:
| „ | това е написано, преди целият мащаб на Холокоста да стане известен, но не се променя фактът, че основната част от оцелелите евреи по света са от източноевропейски, т.е. най-вероятно от хазарски произход. Ако е така, това би означавало, че техните предци са дошли не от Йордан, а от Волга, не от Ханаан, а от Кавказ, които някога са считани за люлка на арийската раса; както и че генетично са по-близо свързани с хуни, уйгури и маджари, отколкото със семето на Авраам, Исаак и Яков. Ако се окаже така, терминът „антисеметизъм“ би се лишил от смисъл, като основан на погрешно разбиране и на убийците, и на жертвите. Съдбата на Хазарската империя, бавно изплувайки от миналото, започва да прилича на най-жестоката шега, която историята някога си е правила. | “ |

## История
През 11 век Хазарският хаганат изчезнал от политическата карта на света, но се появила тюркската опасност за Византия и Божи Гроб, поради което и било поставено началото на кръстоносните походи. Това още повече изострило юдофобията, понеже всеобщо се приемало, че друговерците са заблудени, но на неверниците и богоубийците грехът е непростим. Например Германският кръстоносен поход се характеризира с масови антисемитски изстъпления.
В историята понятието за антисемитизъм приема различни форми:
Антисемитизмът и гоненията срещу евреите водят своето начало още в Древен Египет, като в средновековието те взимат превесː
| - Крим – през 1115 г. и 1350 г. - Силезия – през 1155 и 1494 г. - Германия – през 12 век, 1348 г., 1510 г. и 1555 г. – по време на Контрареформацията и след излизането на трактата на Лутер – „За евреите и техните лъжи“. - Англия и Уелс – през 1290 г.; - Франция – през 1182 г., 1306 г., 1321 и 1394 г.; - Прованс – през 1430 г.; - Унгария – през 1349 г. и 1360 г.; | - Австрия – през 1421 г., последвано от различни места в Германия през XVI век; - Литва – през 1445 г. и 1495 г.; - Испания – през 1492 г. е най-известното прогонване, ведно с изгонване и от Сицилианското кралство със Сардиния – през същата 1492 г.; - Португалия – през 1497 г.; - Тунис – през 1535 г.; - Неаполитанското кралство – през 1541 г., - Папската държава – през 1569 г. и 1593 г. |

Преследванията срещу евреите продължават и на изток – в Бохемия и Моравия – през 1744/45 г. Между XV век и 1772 г. на евреите било забранено заселването в Русия.
Мнозина смятат „Еврейския въпрос“ за изобретение на нацистите, но този въпрос всъщност бил поставен много отдавна – по време на Просвещението от 1753 г. насетне възникнал за политиката и терминът „еврейски въпрос“.
Най-сериозните преследвания на евреите били от страна на православните казаци на Богдан Хмелницки в Източна Европа през 1648/49, а след убийството на Царя Освободител от първомартовци, царската тайна полиция вдъхновила погромите. В началото на 20 век в отговор на ционизма и „Еврейската държава“ на Теодор Херцел излезли и протоколите на Ционските мъдреци. В Третия Райх на Райнхард Хайдрих била поверена координацията по окончателното решение на еврейския въпрос след провала на Мадагаскарския план.
След създаването на държавата Израел, в периода 1948 – 1967 г. почти всички евреи от мюсюлманските държави – Алжир, Египет, Ирак, Сирия и Йемен, са избягали от страх за живота си.
- В т.нар. религиозен антисемитизъм или антиюдаизъм от преди 19 век, антисемитизмът значи най-вече религиозност в природата, базирана на християнски или ислямски взаимодействия с тълкуване на еврейството. Откакто юдаизмът става най-голямата малцинствена религия в християнска Европа и в по-голямата част от ислямския свят, евреите са често главната цел на религиозно мотивирано насилие и преследване от християнските и ислямските владетели. За разлика от антисемитизма като цяло, тази форма на предразсъдък е насочена към самата религия и затова като цяло не рефлектира върху онези от еврейски произход, които са се обърнали към друга религия. Закони, които забраняват еврейската религиозна дейност, може да са внедрени в религиозния антисемитизъм, както е с гоненията на евреите през Средновековието.

- В т.нар. расистки антисемитизъм понятието представлява нещо като ксенофобия. Със своите корени в антропологическите идеи на расата, от времето на Просвещението, расисткият антисемитизъм се превъръща в доминиращата форма на антисемитизъм до края на 19 век, включително и днес. Расисткият антисемитизъм заменя вярването, че трябвало да се мрази еврейската религия с нейната идея, т.к. евреите сами се имат за расово избрана група въпреки религиозната им дейност, поради което те са за останалите „нисши и (не)достойни за ненавист“. Концентриран идеен израз т.нар. расов антисемитизъм намира в антропологичното изследване от последната година на 19 век – „На какво се крепи XIX век“.

## В България
В предосвобожденската (и дори Ботевата) публицистика се срещат силни нападки срещу евреите, което според някои изследователи се дължи на подкрепата на крупни еврейски финансисти за политиката, която някои Велики сили и Османската империя водят във вреда на българските национални интереси.
След Освобождението сред някои хора се наблюдава отрицателно отношение към евреите, смятани за българофоби и жестокосърдечни злоумишленици, и вредители на християнския род.
През 1876 г. под псевдонима „Пейчин“, бележитият писател Иван Вазов отбелязва еврейския произход на английския министър-председател Дизраели като го нарича „бездушен“ и „злобен“ „жид“: „Тъй нагло Лорда с мирен вид/ свой взгляд министерски исказа,/ и като същий злобен жид/ към нази пълен бе с умраза,/ и тъй цинически, без стид очите на света замаза…“. Стихотворението завършва с възгласа: „О, Англио, защо ли днес/ бездушен жид те управлява“.
В „До Чикаго и назад“ Алеко Константинов пише:
| „ | В тези железници се срещаш освен това с безподобно отвратителни жидовски фигури, които, щом те подушат, че си българин, считат за непременна обязност да ти изкажат своето съчувствие към нашата политика, да похвалят гения на нашия народ и неговите водители, да пуснат някои псувни по адреса на нашите врагове и да ти поласкаят националното самолюбие чрез едно сравнение със сърбите... И да чуваш ти един Ицик, ама не онзи, румънския Ицик, който е казал: „Нам време съ мъ свадеск ку гуверну русеск“ - онзи е добродушен, ами Ицик Цвиблман или Мойше Келенкопф да ти изказва братско съчувствие!... Да го цапнеш по разлигавената доброжелателска мутра!... Е, приятно ли е да четете такива прелести?... | “ |

От края на IXX век до времето между двете световни войни в България изтъкнат говорител на антисемитизма е Крум Митаков (1878 – 1945), който издава списанието „България за българите“, преименувано на „България без евреи“ (1899), в което се громят „цинцарите и евреите“. По това време се прави и опит за регистриране на антисемитска партия.
По време на Втората световна война България депортира 11 343 евреи от окупираните територии, повечето от които умират в концлагера Треблинка, но спира депортацията на останалите 48 000, въпреки съюзничеството си с Третия Райх. Български и световни историци и публицисти, както и президентът Първанов отбелязват, че отговорно за депортирането на евреите от териториите на Поморавието, Беломорието и Македония е правителството на цар Борис III..
По време на Втората световна война антиеврейската политика намира израз в приетия Закона за защита на нацията.
Според изказване на председателя на еврейската организация в България „Шалом“ Максим Беневисти, направено по време на пресконференция в Гранд хотел София през май 2011 г., България е с най-ниско равнище на антисемитски прояви в сравнение с останалите страни от Европейския съюз. На срещата е представен първият по рода си бюлетин за антисемитските прояви в България, през 2009 и 2010 г. — Бюлетин №1: Антисемитските прояви в България 2009 — 2010.
Според проучване на Anti-Defamation League, към пролетта на 2014 година 44% от населението на България са антисемити.